# Abelus luctuosus
Abelus luctuosus är en insektsart som beskrevs av Carl Stål. Abelus luctuosus ingår i släktet Abelus och familjen hornstritar. Inga underarter finns listade i Catalogue of Life.